# Polisportiva Sassari Torres 2001-2002
Questa voce raccoglie le informazioni riguardanti la Polisportiva Sassari Torres nelle competizioni ufficiali della stagione 2001-2002.

## Rosa
| N. |                   | Ruolo | Calciatore             |
| -- | ----------------- | ----- | ---------------------- |
|    | Italia (bandiera) | C     | Fabio Alterio          |
|    | Italia (bandiera) | A     | Fabio Amoruso (III)    |
|    | Italia (bandiera) | C     | Luca Amoruso (II)      |
|    | Italia (bandiera) | C     | Francesco Campolattano |
|    | Italia (bandiera) | D     | Riccardo Castagna      |
|    | Italia (bandiera) | D     | Riccardo Chechi        |
|    | Italia (bandiera) | C     | Andrea Cossu           |
|    | Italia (bandiera) | D     | Massimo De Amicisis    |
|    | Italia (bandiera) | C     | Stefano De Angelis     |
|    | Italia (bandiera) | C     | Davide De Filippis     |
|    | Italia (bandiera) | C     | Nicola De Santis       |
|    | Italia (bandiera) | C     | Pietro Garau           |
|    | Italia (bandiera) | D     | Marco Gorzegno         |
|    | Italia (bandiera) | D     | Andrea Iozzia          |
|    | Italia (bandiera) | A     | Antonio Langella       |

| N. |                      | Ruolo | Calciatore       |
| -- | -------------------- | ----- | ---------------- |
|    | Italia (bandiera)    | C     | Luigi Lavecchia  |
|    | Italia (bandiera)    | C     | Gaetano Lo Nero  |
|    | Italia (bandiera)    | D     | Rudy Nicoletto   |
|    | Italia (bandiera)    | C     | Mario Niedda     |
|    | Italia (bandiera)    | A     | Andrea Pandolfi  |
|    | Italia (bandiera)    | D     | Luca Panetto     |
|    | Italia (bandiera)    | P     | Salvatore Pinna  |
|    | Italia (bandiera)    | A     | Giovanni Piredda |
|    | Italia (bandiera)    | D     | Andrea Polizzano |
|    | Argentina (bandiera) | C     | Emiliano Rey     |
|    | Italia (bandiera)    | C     | Luca Rusani      |
|    | Italia (bandiera)    | A     | Stefano Udassi   |
|    | Italia (bandiera)    | P     | Filippo Zani     |
|    | Italia (bandiera)    | C     | Erik Zedda       |

## Risultati

### Campionato

#### Girone di andata
| 2 settembre 2001 1ª giornata | Viterbese | 2 – 1 | Torres |  |

| 9 settembre 2001 2ª giornata | Torres | 1 – 1 | Catania |  |

| 16 settembre 2001 3ª giornata | Avellino | 2 – 1 | Torres |  |

| 23 settembre 2001 4ª giornata | Torres | 0 – 0 | Vis Pesaro |  |

| 30 settembre 2001 5ª giornata | Ascoli | 1 – 1 | Torres |  |

| 7 ottobre 2001 6ª giornata | Torres | 2 – 2 | Taranto |  |

| 14 ottobre 2001 7ª giornata | Castel di Sangro | 1 – 0 | Torres |  |

| 21 ottobre 2001 8ª giornata | Torres | 0 – 0 | Lanciano |  |

| 28 ottobre 2001 9ª giornata | Torres | 2 – 1 | Sporting Benevento |  |

| 4 novembre 2001 10ª giornata | Sora | 2 – 1 | Torres |  |

| 11 novembre 2001 11ª giornata | Torres | 3 – 1 | L'Aquila |  |

| 18 novembre 2001 12ª giornata | Chieti | 2 – 0 | Torres |  |

| 25 novembre 2001 13ª giornata | Giulianova | 1 – 0 | Torres |  |

| 2 dicembre 2001 14ª giornata | Torres | 2 – 0 | Lodigiani |  |

| 9 dicembre 2001 15ª giornata | Fermana | 0 – 1 | Torres |  |

| 16 dicembre 2001 16ª giornata | Torres | 3 – 0 | Nocerina |  |

| 23 dicembre 2001 17ª giornata | Pescara | 1 – 0 | Torres |  |

#### Girone di ritorno
| 6 gennaio 2002 18ª giornata | Torres | 2 – 0 | Viterbese |  |

| 13 gennaio 2002 19ª giornata | Catania | 2 – 1 | Torres |  |

| 20 gennaio 2002 20ª giornata | Torres | 1 – 1 | Avellino |  |

| 27 gennaio 2002 21ª giornata | Vis Pesaro | 0 – 2 | Torres |  |

| 3 febbraio 2002 22ª giornata | Torres | 1 – 1 | Ascoli |  |

| 10 febbraio 2002 23ª giornata | Taranto | 2 – 0 | Torres |  |

| 17 febbraio 2002 24ª giornata | Torres | 4 – 1 | Castel di Sangro |  |

| 3 marzo 2002 25ª giornata | Lanciano | 2 – 1 | Torres |  |

| 10 marzo 2002 26ª giornata | Sporting Benevento | 1 – 0 | Torres |  |

| 17 marzo 2002 27ª giornata | Torres | 2 – 2 | Sora |  |

| 24 marzo 2002 28ª giornata | L'Aquila | 0 – 0 | Torres |  |

| 30 marzo 2002 29ª giornata | Torres | 2 – 0 | Chieti |  |

| 7 aprile 2002 30ª giornata | Torres | 2 – 0 | Giulianova |  |

| 14 aprile 2002 31ª giornata | Lodigiani | 3 – 4 | Torres |  |

| 21 aprile 2002 32ª giornata | Torres | 0 – 1 | Fermana |  |

| 28 aprile 2002 33ª giornata | Nocerina | 1 – 0 | Torres |  |

| 5 maggio 2002 34ª giornata | Torres | 1 – 1 | Pescara |  |